# Sparrenfeetiran
De sparrenfeetiran (Empidonax hammondii) is een zangvogel uit de familie Tyrannidae (tirannen). Deze vogel is genoemd naar de Amerikaanse arts en natuuronderzoeker William Alexander Hammond (1828-1900).

## Verspreiding en leefgebied
Deze soort komt voor in noordwestelijk Noord-Amerika en overwintert zuidelijk tot Nicaragua.

## Status
De grootte van de populatie is in 2019 geschat op 20 miljoen volwassen vogels. Op de Rode lijst van de IUCN heeft deze soort de status niet bedreigd.